# Sean Rosenthal
Sean Michael Rosenthal (Torrance, Estados Unidos, 19 de junio de 1980) es un jugador de vóleibol playa estadounidense.
Junto a su excompañero, Jake Gibb, Representaron a Estados Unidos en Pekín 2008 y Londres 2012 en vóleibol playa.

## Vida personal
Rosenthal nació en Torrance (California). Fue criado por su madre, Laura Hurlburt. Asistió al colegio Redondo Union y no fue a la universidad. Rosenthal hizo su debut en el AVP a los 16 añs en 1997 con su dupla Dale Smith quien tenía 36 en ese momento.

## Internacional
Sean y su dupla Jake Gibb compitieron en ocho torneos de la FIVB en 2008 como parte del proceso de clasificación a los Juegos Olímpicos. Dicho año ganó US$42,650 en toda la gira. En 2007, Sean y Jake jugaron en seis torneos internacionales, donde su mejor lugar fue la quinta posición. Ganaron US$26,950 ese año.
Él y Gibb fueron entrenados por Mike Dodd.

## Olimpiadas
Después de su debut en las Olimpiadas en Pekín 2008 con Gibb, la dupla llegó a cuartos de final antes de perder con la dupla brasileña Ricardo Santos y Emanuel Rego.